# Bohostice
Bohostice település Csehországban, a Příbrami járásban. Bohostice Milešov, Solenice, Smolotely, Cetyně, Klučenice és Kozárovice településekkel határos. Lakosainak száma 208 fő (2024. január 1.).

## Népesség
A település lakosságának változását az alábbi diagram mutatja:
| Lakosok száma | 1014 | 829  | 648  | 356  | 256  | 202  | 201  | 193  | 209  | 208  |
|               | 1869 | 1900 | 1921 | 1961 | 1980 | 2011 | 2016 | 2019 | 2021 | 2024 |